# Antonio Aghemo
Antonio Aghemo (Bisceglie, 10 aprile 1903 – dopo il 12 luglio 1943) è stato un sindacalista e politico italiano.

## Biografia
Fascista della prima ora, sansepolcrista e squadrista, nel luglio del 1919 è tra i difensori della sede de Il Popolo d'Italia dagli assalti socialisti e due mesi dopo è arrestato a Mestre mentre tenta di raggiungere Gabriele D'Annunzio a Fiume. È stato uno dei primi animatori del Fascio di Bisceglie, del quale è stato membro del direttorio tra il 1924 e il 1926. Nel febbraio 1925 entra nel sindacalismo fascista e fino al 1931 è vice-segretario dei sindacati fascisti a Milano, Torino, Mantova e Pavia. Tra il 1931 e il 1936 è segretario dell'Unione dei lavoratori dell'agricoltura dapprima a Milano, quindi a Verona e a Roma. Volontario in Africa orientale, dove si guadagna una croce di guerra, prende parte anche alla seconda guerra mondiale. Il 12 luglio 1943 Mussolini lo nomina federale di Milano.